# دانشگاه آزاد برلین
دانشگاه آزاد برلین (به آلمانی: Freie Universität Berlin) یک دانشگاه تحقیقاتی دولتی در برلین واقع در شرق آلمان است که در سال ۱۹۴۸ میلادی به دنبال آن تأسیس شد که نیروهای شوروی مستقر در برلین شرقی کنترل دانشگاه دیگر برلین یعنی دانشگاه هومبولت برلین را در اختیار گرفتند. نام «دانشگاه فِرایِ (=آزاد)» نیز در حقیقت به همین موضوع اشاره دارد. این دانشگاه یکی از بزرگترین دانشگاه های برلین و یکی از دانشگاه‌های برتر آلمان است.
این دانشگاه اکنون حدود ۳۶۰۰۰ دانشجو دارد و در رشته‌های مختلف علوم انسانی، علوم اجتماعی، پزشکی و علوم پایه دانشجو می‌پذیرد.